# Meeting Internazionale del Sestriere
Il Meeting Internazionale del Sestriere è un meeting di atletica leggera che si è tenuto annualmente nella località sciistica di Sestriere ininterrottamente dal 1988 al 1995 per le prime 8 edizioni, tornando ad essere disputato nel 2004.

## Storia
Gli organizzatori del meeting, sul finire degli anni 1980, confezionarono questa manifestazione allo scopo di consentire ai migliori atleti internazionali, la realizzazione di record mondiali sfruttando l'altura, mettendo in palio una Ferrari Testarossa per coloro che fossero riusciti nell'impresa.
Nell'edizione del 1994 se la aggiudicò l'ucraino Serhij Bubka, stabilendo con la misura di 6,14 m quello che è stato fino al 2014 il primato mondiale del salto con l'asta.

## Record mondiali
| Data           | Specialità       | Record | Atleta       | Nazione |
| -------------- | ---------------- | ------ | ------------ | ------- |
| 31 luglio 1994 | Salto con l'asta | 6,14 m | Serhij Bubka | Ucraina |